# Me gustas
«Me gustas» es una canción del cantautor mexicano Joan Sebastian, lanzada como el cuarto y último sencillo del álbum de estudio número 27 de Sebastián Secreto de amor. Escrita y producida por Sebastián, a menudo se considera una más de sus canciones emblemáticas,  siendo versionada por muchos artistas, incluidos.
La canción debutó en el puesto 3 en la lista Billboard Hot Latin Songs y se mantuvo en este después de pasar 2 semanas después, convirtiéndose en la cuarta entrada de Sebastián entre los diez primeros en la lista. También alcanzó el puesto 25 en el Billboard Bubbling Under Hot 100 y encabezó la lista Billboard Regional Mexican Airplay.

## Gráficos
| Lista (2000)                     | Mejor posición |
| -------------------------------- | -------------- |
| Estados Unidos (Hot Latin Songs) | 3              |